# Вулиця Івана Кочерги (Житомир)
Вулиця Івана Кочерги — вулиця в Корольовському районі Житомира.

## Характеристики

### Розташування
Знаходиться у центральній частині міста, в Старому місті. Починається з Великої Бердичівської вулиці, прямує на північний схід та завершується перехрестям з вулицями Небесної Сотні та Бориса Тена.
Від вулиці Івана Кочерги бере початок вулиця Святослава Ріхтера.

## Історія

### Історія назви
Історична назва вулиці — Садова, що вживалася у другій половині ХІХ століття та протягом перших десятиліть ХХ століття. За радянських часів отримала назву на честь польського революціонера Мархлевського. У 1957 році вулиця приєднана до Московської вулиці. У 1984 році отримала нинішню назву на честь драматурга Івана Кочерги, який жив і працював в Житомирі.

### Історія формування вулиці
Наприкінці XVIII століття, протягом першої половини ХІХ століття за місцем розташування початку вулиці Івана Кочерги знаходився початок Кушнірського провулка, що у формі напівкільця огинав тодішню південно-східну околицю забудованих земель міста, а також сад католицького монастиря сестер-милосердя (шаріток) та з'єднував вулиці Велику Бердичівську та Київську. Від провулка брав початок шлях на Левків. Вздовж провулка існувала невпорядкована поодинока садибна забудова.
Вулиця за місцем розташування нинішньої вулиці Івана Кочерги запроєктована генеральним планом, затвердженим у 1827 році, яким передбачалася радіально-відцентрова система планування міста, утворена рядами радіальних та поперечних вулиць. Вулиця передбачалася меншою протяжністю.
Вулиця почала формуватися згідно з генеральними планами середини ХІХ століття. Траса вулиці сформована станом на 1879 рік. Первинна забудова вулиці сформувалася протягом другої половини ХІХ століття та була представлена одно-, двоповерховими будівлями, переважно житловими.
У 1909 році вулицею почав курсувати трамвай. У 1975 році рух трамваю вулицею припинено, колію демонтовано.
У 1960 — 1970-х роках на місці старої одноповерхової забудови вулиці, між сучасними вулицями Великою Бердичівською та Святослава Ріхтера здійснювалося будівництво багатоповерхових житлових та громадських будівель з урахуванням нових червоних ліній вулиці, яку передбачалося розширити.
У 1990 —2010-х роках втрачено частину старої забудови між сучасними вулицями Святослава Ріхтера й Небесної Сотні. У 2020 році знесено будівлю колишньої школи, збудованої наприкінці ХІХ — початку ХХ століття братами Аршенєвськими.